# Cretomyrma unicornis
Cretomyrma unicornis är en myrart som beskrevs av Gennady M. Dlussky 1967. Cretomyrma unicornis ingår i släktet Cretomyrma och familjen myror. Inga underarter finns listade i Catalogue of Life.